# Hein van Dolen
Hein Lambertus van Dolen (°1941) is een Nederlands classicus en vertaler. Hij studeerde klassieke talen en letterkunde en byzantinologie aan de Universiteit van Amsterdam. In 2013 won hij de Oikos publieksprijs.
Als vertaler van toneelstukken probeert Van Dolen het antieke werk geschikt te maken voor opvoering. Voor de humoristische stukken houdt dit onder meer in dat hij de namen van eertijds bekende figuren als typen vertaalt.

## Publicaties
- Moord in Triëst. Een nieuwe kijk op de dood van Johann Joachim Winckelmann (1717-1768), 1996
- De Griekse komedie, 1999
- De klassieke canon, 2000 (met Kees Fens)
- Odysseus, 2006
- Blijvende erfenis. Griekse mythen in de Nederlandse taal, 2007 (met Charles Hupperts)
- De Byzantijnse geschiedenis in een notendop, 2009
- Op naar de Olympos! Verhalen over Griekse goden, helden en mensen om voor te lezen of zelf te lezen, 2009
- Toneel in de Oudheid, 2013 (met Patrick Gouw, Wolfgang de Melo en Hans Smolenaars)
- Passie, intriges en politiek. Spraakmakende keizerinnen in Byzantium, 2015

## Vertalingen
- Aristofanes, De vrouwen aan de macht. Een komedie van Aristophanes, 1981
- Theofrastos, Karakterschetsen, 1991
- Loukianos, De droom en De gesprekken, 1992
- Ploutarchos, Huwelijk. Moraal en praktijk, 1993
- Johann Joachim Winckelmann, Een portret in brieven, 1993 (met Eric Moormann)
- Loukianos, Liefde, vriendschap en laster, 1993
- Epiktetos, Zakboekje. Wenken voor een evenwichtig leven, 1994 (met Charles Hupperts)
- Herodotos, Het verslag van mijn onderzoek, 1995
- Aristofanes, Vrouwenstaking - Vrouwenfeest - Vrouwenpolitiek, 1995
- Loukianos, De ontmaskering van de charlatans, 1996
- Ploutarchos, Laconieke zeden en gezegden, 1996
- Aristofanes, Kolenbranders - Wespen - Kapitalen, 1997
- Aisopos, Fabels, 1997
- Achilleus Tatios, De liefdesperikelen van Leukippe en Kleitofon, 1998
- Aristofanes, Cavalerie - Vrede, 1999
- Alkifron, Post uit Athene. Brieven van, aan en over hoeren, klaplopers, vissers en boeren, 2000
- Sofokles, Vier Tragedies. Ajax - Meisjes van Trachis - Elektra - Filoktetes, 2004
- Euripides, Gekrenkte trots. Hippolytos, een tragedie van Euripides, 2006
- Prokopios, De verzwegen verhalen. Een schandaalkroniek uit Byzantium, 2006

- Digitale Bibliotheek voor de Nederlandse Letteren: dole002
- Gemeinsame Normdatei: 131792903
- International Standard Name Identifier: 0000 0000 3564 9097
- Library of Congress Control Number: n93067923
- Nederlandse Thesaurus van Auteursnamen: 068724888
- Système universitaire de documentation: 168805197
- Virtual International Authority File: 37092657